# Rousseaceae
Rousseaceae là một họ thực vật hạt kín trong bộ Asterales, chứa khoảng 13 loài cây bụi hay cây gỗ nhỏ. Chúng có lá đơn, kích thước trung bình, mọc so le, cuống ngắn, không lá kèm. Phiến lá nguyên, hơi có khía răng cưa. Hoa lưỡng tính và quả mọng hay quả nang (chi Cuttsia). Hạt nhỏ. Khu vực phân bố bao gồm Mauritius, New Guinea, New Zealand và Australia.

## Phân loại
Hệ thống Dahlgren xếp họ này trong bộ Saxifragales còn hệ thống Cronquist năm 1981 xếp trong bộ Rosales, trong khi Takhtadjan (1997) đặt họ Rousseaceae (nghĩa hẹp) trong nhóm Rosidae-Celastranae, trong bộ Brexiales (có quan hệ gần với Celastrales), trong khi nhóm Carpodetaceae (Carpodetoideae ở đây) trong bộ Hydrangeales.
Họ này chứa 3 hay 4 chi, chia ra thành 2 phân họ như sau:
- Rousseaoideae = Rousseaceae nghĩa hẹp
  - Roussea: 1 loài (Roussea simplex), phân bố tại Mauritius. Trước đây coi là gắn với chi Brexia (họ Celastraceae) hay Ixerba (họ Strasburgeriaceae)[5].
- Carpodetoideae J. Lundberg, đồng nghĩa: Abrophyllaceae Nakai, Carpodetaceae Fenzl
  - Abrophyllum
  - Cuttsia
  - Carpodetus

## Phát sinh chủng loài
Các phân tích phân tử cho rằng các chi Abrophyllum, Cuttsia và Carpodetus có liên quan tới chi Roussea, chứ không phải thuộc họ Escalloniaceae.
Cây phát sinh chủng loài dưới đây lấy theo Lundberg J. (2001).

|  | Carpodetus                                              |
|  |                                                         |
|  | \| \| Abrophyllum \| \| \| \| \| \| Cuttsia \| \| \| \| |
|  |                                                         |
|  | Abrophyllum                                             |
|  |                                                         |
|  | Cuttsia                                                 |
|  |                                                         |

|  | Abrophyllum |
|  |             |
|  | Cuttsia     |
|  |             |

|  | Carpodetus                                              |
|  |                                                         |
|  | \| \| Abrophyllum \| \| \| \| \| \| Cuttsia \| \| \| \| |
|  |                                                         |
|  | Abrophyllum                                             |
|  |                                                         |
|  | Cuttsia                                                 |
|  |                                                         |

|  | Abrophyllum |
|  |             |
|  | Cuttsia     |
|  |             |